# Salón de pasos perdidos

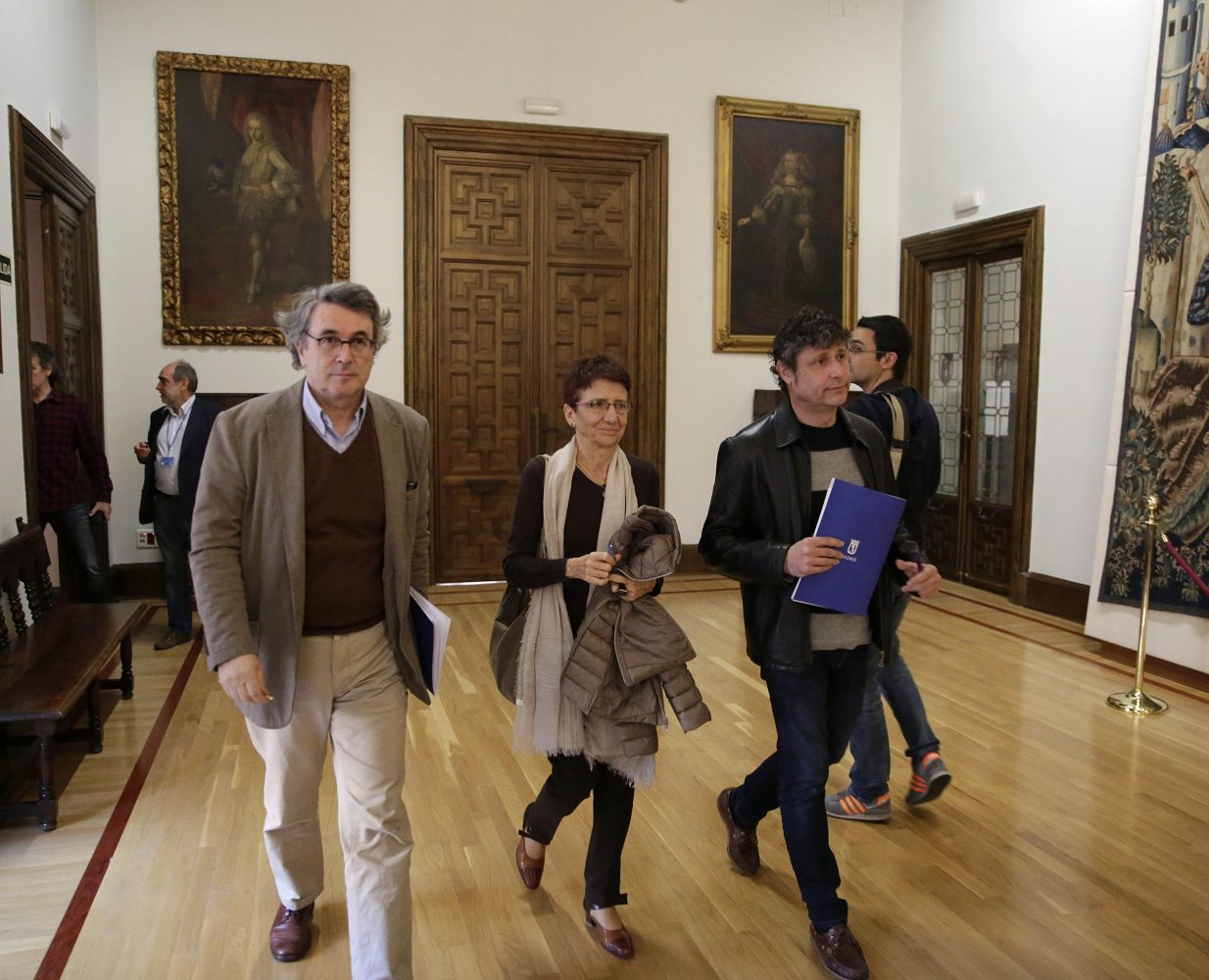
Andrés Trapiello, junto con otros vocales del comisionado de Memoria Histórica en marzo de 2017

El Salón de pasos perdidos, subtitulado desde su tomo cuarto como Una novela en marcha, es el conjunto de los diarios literarios del escritor español Andrés Trapiello. Su primer volumen, El gato encerrado, apareció en 1990 en la editorial Pre-Textos. Hacía referencia a sucesos acaecidos unos años antes, concretamente en 1987, e iba referido a un año natural. Los siguientes volúmenes fueron espaciándose en el tiempo, por lo que la distancia entre la publicación y lo contado fue dilatándose, hasta llegar al volumen Seré duda, publicado en 2015, que relata hechos de 2005. Uno de los elementos que mejor definen los diarios de Trapiello es el método de escritura que sigue y su elaboración de cara a la publicación. Desde el principio, Trapiello tenía una clara voluntad de publicar estos diarios, que nacen en cuartillas y poco a poco se transforman en texto. Trapiello lo ha explicado en varias ocasiones: 

Yo escribo casi todos los días en unas libretas las cosas que me pasan. Al cabo del tiempo vuelvo a las libretas manuscritas que correspondan al año que toque. Aproximadamente la mitad de lo escrito no me sirve. Digamos que me quedo con 150 páginas, que pueden crecer en el momento de la reescritura en el ordenador hasta las 500 o 600.
Andrés Trapiello.

En otro lugar, Trapiello lo explica de nuevo: 

Salón de pasos perdidos es un libro que se escribe como diario y que, entre cinco y siete años después, se publica como novela. Busca un sentido que la realidad no tiene. Es decir, hace el trabajo de la ficción: ordenar la realidad. Por eso, por esa intención, el diario necesita un reposo, una distancia. De las 300 páginas que escribo a mano cada año, me sirven 50, que luego se alargan hasta 800.
Andrés Trapiello.

Aunque las cifras varían en sus declaraciones, se percibe un método concreto de escritura: la anotación periódica de los sucesos cotidianos y, a partir de ahí, su reelaboración y ampliación posterior hasta llegar a la novela editada, una obra que ya es literaria y no solo documental. A esto ayuda también el hecho de  que estos diarios se escriban años antes de su publicación. Así, si el desfase temporal comenzó siendo de tres años, en la actualidad es de diez u once años.

## Publicación
Las primeras entregas del diario habían aparecido en el suplemento Citas del Diario de Cádiz, dirigido por Juan Bonilla. Sin embargo, el mismo Trapiello ha contado que la acogida de los principales editores españoles fue reacia a la publicación. Tanto, que varios editores negaron su aprobación y fueron finalmente publicados en Pre-Textos por Manuel Borrás, un editor cercano a Andrés Trapiello. Desde 2021 Trapiello edita los diarios en una editorial familiar, Ediciones del arrabal.

## Volúmenes
1. El gato encerrado, 1987 (1990)
2. Locuras sin fundamento, 1988 (1992)
3. El tejado de vidrio, 1989 (1994)
4. Las nubes por dentro, 1990 (1995)[7]
5. Los caballeros del punto fijo, 1991 (1996)[7]
6. Las cosas más extrañas, 1992 (1997)[7]
7. Una caña que piensa, 1993 (1998)
8. Los hemisferios de Magdeburgo, 1994 (1999)
9. Do fuir, 1995 (2000)
10. Las inclemencias del tiempo, 1996 (2001)
11. El fanal hialino, 1997 (2002)
12. Siete moderno, 1998 (2003)
13. El jardín de la pólvora, 1999 (2005)
14. La cosa en sí, 2000 (2006)
15. La manía, 2001 (2007)
16. Troppo vero, 2002 (2009)
17. Apenas sensitivo, 2003 (2011)
18. Miseria y compañía, 2004 (2013)
19. Seré duda, 2005 (2015)
20. Sólo hechos, 2006 (2016)
21. Mundo es, 2007 (2017)
22. Diligencias, 2008 (2019)
23. Quasi una fantasía, 2009 (2021)
24. Éramos otros, 2010 (2023)